# Yūki Matsui
Yūki Matsui (松井 裕樹?, Matsui Yūki; Aoba-ku, 30 ottobre 1995) è un giocatore di baseball giapponese, lanciatore per i San Diego Padres nella Major League Baseball.
Prima di esordire nelle Majors statunitensi, ha giocato in NPB con i Tohoku Rakuten Golden Eagles tra il 2014 e il 2023.